# Paroisse de Saint-Martin
Pour les articles homonymes, voir Saint-Martin.
La paroisse de Saint-Martin (anglais : Saint Martin Parish) est située dans l'État américain de la Louisiane. Son siège est à Saint-Martinville. Selon le recensement de 2020, sa population est de 51 767 habitants. Nommée en l'honneur de Martin de Tours, elle est une des 22 paroisses de la région officielle de l'Acadiane. 

## Géographie
La paroisse a une superficie de 1 916 km2 de terre émergée et 198 km2 d’eau. Elle est composée de deux parties : le Saint-Martin d'en haut et le Saint-Martin d'en bas. Les deux sont enclavées entre la paroisse de Saint-Landry au nord, la paroisse de la Pointe Coupée au nord-est, la paroisse d'Iberville à l’est, la paroisse de l'Assomption au sud-est, la paroisse de Sainte-Marie au sud-ouest, la paroisse de Lafayette à l'ouest; la paroisse de l'Ibérie est entre les deux parties de Saint-Martin.
Le lac Martin (Lake Martin) est un parc et une réserve naturelle sur le bayou.

### Municipalités
La paroisse est composée de deux villes (Saint-Martinville et Breaux Bridge), deux bourgs (Arnaudville et Henderson), un village (Parks) et trois « census-designated place » (Cade, Cecilia et Catahoula).

## Démographie
| Groupe                           | Paroisse de Saint-Martin | Louisiane | États-Unis |
| -------------------------------- | ------------------------ | --------- | ---------- |
| Blancs                           | 65,8                     | 62,6      | 72,4       |
| Afro-Américains                  | 30,8                     | 32,0      | 12,6       |
| Métis                            | 1,4                      | 1,6       | 2,9        |
| Autres                           | 0,9                      | 1,6       | 6,4        |
| Asiatiques                       | 0,8                      | 1,6       | 4,8        |
| Amérindiens                      | 0,4                      | 0,7       | 0,9        |
| Total                            | 100                      | 100       | 100        |
|                                  |                          |           |            |
| Hispaniques et Latino-Américains | 2,1                      | 37,6      | 16,7       |

Selon l'American Community Survey, en 2010, 76,82 % de la population âgée de plus de 5 ans déclare parler l'anglais à la maison, 18,14 % le français, 2,59 % un créole français, 1,53 % l'espagnol et 0,92 % une autre langue.